# Sporting Club de Bastia 2013-2014
Questa voce raccoglie le informazioni riguardanti lo Sporting Club de Bastia nelle competizioni ufficiali della stagione 2013-2014.

## Rosa
| N. |                           | Ruolo | Calciatore          |
| -- | ------------------------- | ----- | ------------------- |
| 1  | Francia (bandiera)        | P     | Mickaël Landreau    |
| 5  | Francia (bandiera)        | D     | Sébastien Squillaci |
| 6  | Costa d'Avorio (bandiera) | C     | Koffi Ndri Romaric  |
| 7  | Serbia (bandiera)         | C     | Miloš Krasić        |
| 8  | Francia (bandiera)        | A     | Toifilou Maoulida   |
| 9  | Belgio (bandiera)         | A     | Gianni Bruno        |
| 10 | Tunisia (bandiera)        | C     | Wahbi Khazri        |
| 12 | Francia (bandiera)        | A     | Djibril Cissé       |
| 13 | Algeria (bandiera)        | C     | Ryad Boudebouz      |
| 15 | Francia (bandiera)        | D     | Julian Palmieri     |
| 16 | Francia (bandiera)        | P     | Jean-Louis Leca     |

| N. |                       | Ruolo | Calciatore         |
| -- | --------------------- | ----- | ------------------ |
| 17 | Francia (bandiera)    | C     | Florian Raspentino |
| 18 | Francia (bandiera)    | C     | Yannick Cahuzac    |
| 19 | Mauritania (bandiera) | C     | Adama Ba           |
| 20 | Francia (bandiera)    | D     | François Modesto   |
| 21 | Algeria (bandiera)    | D     | Féthi Harek        |
| 22 | Mali (bandiera)       | C     | Sambou Yatabaré    |
| 23 | Mali (bandiera)       | D     | Drissa Diakité     |
| 27 | Francia (bandiera)    | C     | Julien Sablé       |
| 28 | Brasile (bandiera)    | A     | Ilan               |
| 29 | Francia (bandiera)    | D     | Gilles Cioni       |
| 30 | Francia (bandiera)    | P     | Thomas Vincensini  |